# Blue Birthday (電視劇)
《致鬱生日》（韓語：블루버스데이），為韓國於2021年7月23日至2021年9月11日通過NAVER TV、V LIVE播出的網路劇。講述女主10年前選擇死亡的初戀，意外透過他留下的可疑照片，穿越過去與現實的奇幻羅曼史。

## 演員陣容

### 主要人物
| 演員   | 角色   | 介紹 |
| Yeri   | 吳夏琳 | 在18歲生日當天，初戀池敘俊去世後她的世界也發生了很多變化。花的香氣、空氣的甜味全都消失，只剩晚霞如此渺茫，18歲的吳夏琳消失了。不知不覺帶著如此深的傷痛生活10年了。通過偶然獲得的相機中的照片回到10年前的那天。 |
| 梁洪碩 | 池敘俊 | 從來沒有錯過第一名，性格開朗善良的他，看起來很完美，但不知怎麼地看起來有點悲傷。18歲那年在吳夏琳生日當天突然離開了人世⋯⋯                                                                                       |

### 書筵高中
| 演員   | 角色   | 介紹 |
| 李相俊 | 車恩聖 | 出生在一個富裕的家庭。他總是很樂觀，雖然暗戀著吳夏琳，但察覺到吳夏琳和池敘俊都很喜歡彼此，默默地壓抑下自己的心。現年28歲，是社會部記者。         |
| 金決宥 | 都秀珍 | 吳夏琳的摯友。雖然沒有眼力見，但內心很善良。池敘俊去世後，一直擔心著吳夏琳。與金宜榮從學生時代開始交往至今，目前擔任飾品設計師。                 |
| 朴柱鉉 | 金宜榮 | 都秀珍的男友，為了她什麼都願意做。個性頑皮卻不會超過底線。                                                                                       |
| 김이서 | 池慧敏 | 池敘俊沒有血緣關係的姐姐。小時候在一次家庭旅行中走丟，她過著坎坷也艱難的生活。長大後偶然找到了親生父母，和池敘俊成了一家人。目前經營一家咖啡館。 |
| 이동주 | 金新宇 | 池敘俊的同學。他學習很好，但還是不如完美的池敘俊。                                                                                               |

### 特別出演
| 演員   | 角色 | 介紹                 | 集數 |
| 劉秀彬 |      | 書筵大學的風雲人物。 | 3    |

### 集數
| 集數 | 日期       | 標題                                                                       |
| ---- | ---------- | -------------------------------------------------------------------------- |
| 1    | 2021/07/23 | 18歲的生日禮物收到喜歡的人的死訊 18살 생일선물로 받은 좋아하는 친구의 죽음 |
| 2    | 2021/07/24 | 遇見10年前去世的初戀 10년 전 죽은 첫사랑과 마주쳤다                        |
| 3    | 2021/07/30 | 看到10年前去世朋友的痛苦過去 10년 전 죽은 친구의 아픈 과거를 봤다          |
| 4    | 2021/07/31 | 你為什麼不在我身邊⋯⋯？ 너가 왜 내 옆에 없는 거야⋯⋯？                       |
| 5    | 2021/08/06 | 時隔10年與初戀約會 10년 만에 첫사랑과 데이트를 했다                        |
| 6    | 2021/08/07 | 為什麼要隱瞞這個？ 이걸 왜 숨긴 거지？                                     |
| 7    | 2021/08/13 | 要為死去的朋友找到活下去的方法 죽은 친구를 살릴 다른 방법을 찾아야 한다    |
| 8    | 2021/08/14 | 今天想對你說出口 오늘은 너한테 말하고 싶어                                 |
| 9    | 2021/08/20 | 你是犯人嗎？ 당신이 범인이었어？                                           |
| 10   | 2021/08/21 | 有人改變了過去 누군가 과거를 바꿨다                                        |
| 11   | 2021/08/27 | 你一個人去哪了？ 너 혼자 어디 갔었어？                                     |
| 12   | 2021/08/28 | 發現確鑿證據 결정적인 증거를 발견했다                                      |
| 13   | 2021/09/03 | 改變過去的代價已經開始 과거를 바꾼 대가가 시작됐다                         |
| 14   | 2021/09/04 | 這次我們必須阻止有人被殺 이번엔 반드시 살인을 막아야 한다                  |
| 15   | 2021/09/10 | 全部都錯了 모든 것이 잘못됐다                                              |
| 16   | 2021/09/11 | 如果沒有把照片燒掉 만약 사진을 태우지 않았더라면                           |

## 原聲帶
- Part.1（發行日期：2021年8月4日）

| 曲序 | 曲目                                        | 演唱  |
| ---- | ------------------------------------------- | ----- |
| 1.   | 下著雨的那天(2021)（비가 오는 날엔 (2021)） | Heize |
| 2.   | 下著雨的那天(2021)（Inst.）                 |       |

- Part.2（發行日期：2021年8月17日）

| 曲序 | 曲目                                                       | 演唱  |
| ---- | ---------------------------------------------------------- | ----- |
| 1.   | 不管哪天，不管什麼話 (2021)（어떤 날도, 어떤 말도 (2021)） | O3ohn |
| 2.   | 不管哪天, 不管什麼話 (2021)（Inst.）                       |       |

- Part.3（發行日期：2021年8月24日）

| 曲序 | 曲目              | 演唱  |
| ---- | ----------------- | ----- |
| 1.   | It's You          | Colde |
| 2.   | It's You（Inst.） |       |

- Part.4（發行日期：2021年9月2日）

| 曲序 | 曲目                                        | 演唱 |
| ---- | ------------------------------------------- | ---- |
| 1.   | It's You (예리 of Red Velvet Ver.)          | Yeri |
| 2.   | It's You (예리 of Red Velvet Ver.)（Inst.） |      |

## 日本電視劇
日本翻拍電視劇於2023年2月8日（7日深夜）至3月29日（28日深夜）於關西電視台播出。由松井愛莉和鶴房汐恩（JO1）主演。共10集。

### 演員列表
- 尾崎花鈴：松井愛莉[1]

自小就暗戀准，在生日當天終於決心要向准傳達自己的感情時，失去了最喜歡的准，並經歷了失意的10年。
- 蒼馬准：鶴房汐恩（JO1）[1]

花鈴的青梅竹馬，也是初戀對象。資優生。在花鈴17歲生日時突然自殺身亡。
- 南悠斗：濱正悟[2]

記者。曾經跟准與花鈴是高中攝影社的同學。高中時期起就暗戀花鈴。
- 須原Mayuki：小島梨里杏[2]

花鈴的摯友。曾經也是攝影社成員之一。
- 內田陽平：中川勝就[2]

攝影社成員之一。Mayuki的男友。
- 木村晉介：兵頭功海[2]

隔壁班的同學。
- 蒼馬咲：石川戀[2]

准的姐姐。經營咖啡店。

## 外部連結
- Blue Birthday的Facebook專頁 
- Blue Birthday （页面存档备份，存于） NAVER TV 
- Blue Birthday （页面存档备份，存于） YouTube 
- 日本電視劇官方網站（日語）